# Núi Tapochau
Núi Tapochau là điểm cao nhất trên đảo Saipan thuộc Quần đảo Bắc Mariana. Nó nằm ở trung tâm hòn đảo, phía bắc làng San Vicente và phía tây bắc vịnh Magicienne, nó có độ cao 474 m (1555 ft). Ngọn núi mang lại tầm nhìn 360 độ ra hòn đảo nên núi Tapochau rất quan trọng trong Chiến tranh thế giới thứ hai vì điều này.
Tính đến năm 2016, con đường duy nhất lên Núi Tapochau là một con đường dài, quanh co và rất khó khăn để vượt qua với những tảng đá rời rạc và những ổ gà lớn. Con đường trông như thể đã bị xói mòn nhiều lần bởi mưa lớn trong nhiều năm. Con đường này sẽ nguy hiểm khi đi trong thời tiết ẩm ướt và chỉ nên đi bằng xe hạng nặng khi thời tiết khô ráo.

## Địa chất

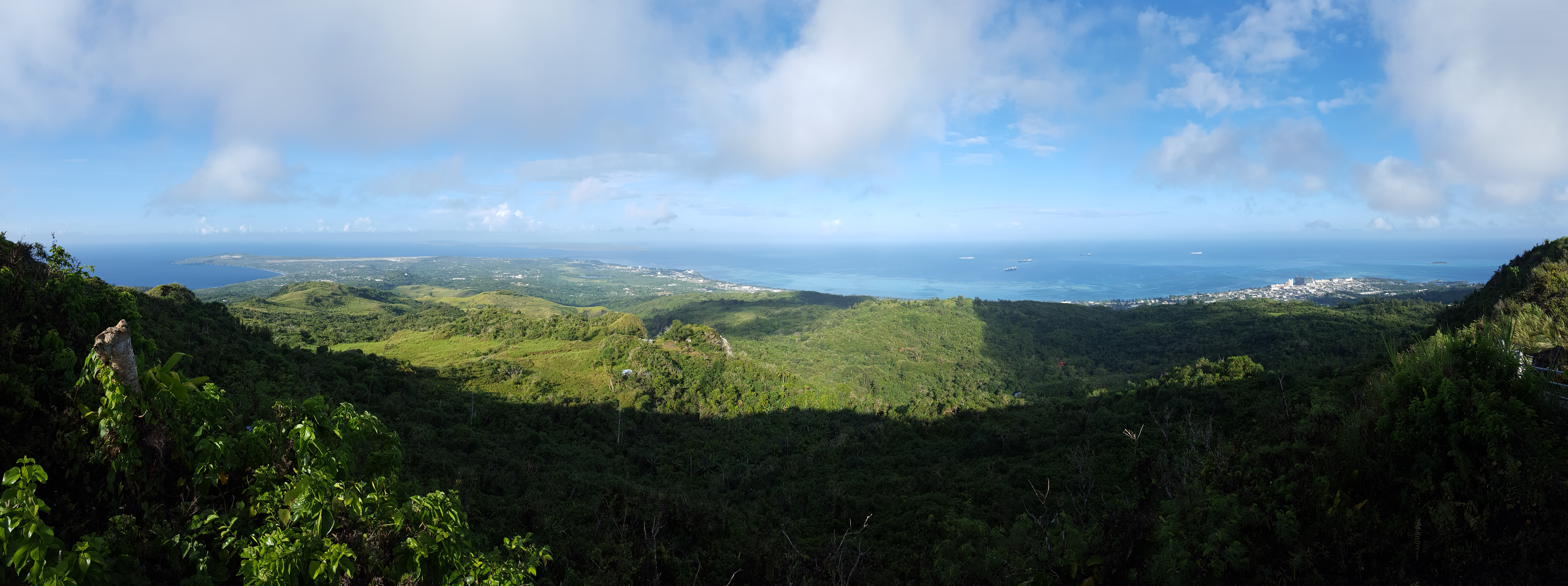
Ảnh toàn cảnh chụp từ đỉnh núi Tapochau. Ở phía xa bên trái là Tinian; bên phải là Garapan

Chân núi Tapochau được bao phủ bởi Phosphat, quặng mangan, lưu huỳnh, và đá vôi san hô. Đỉnh núi cũng là một  cấu tạo đá vôi.